# プチフール

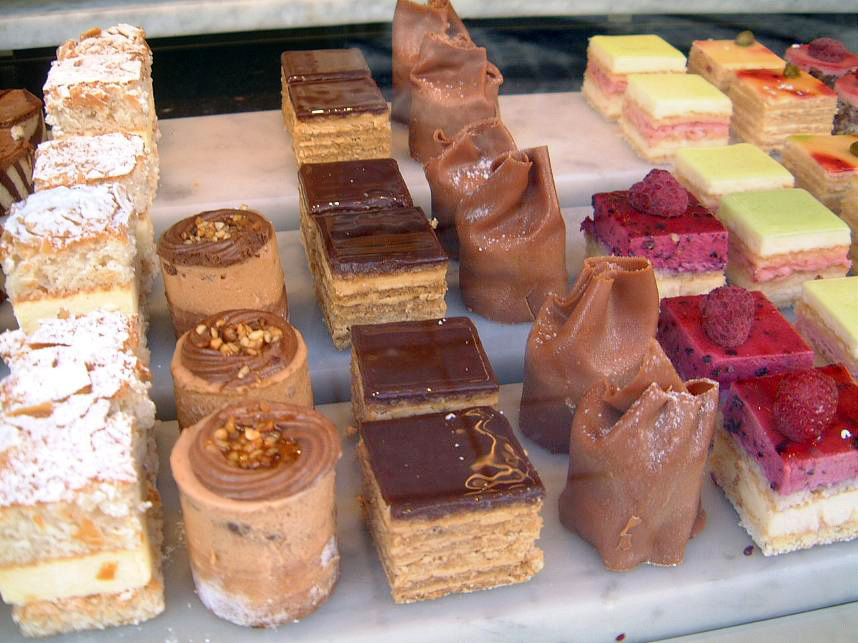
プチフールの詰め合わせ

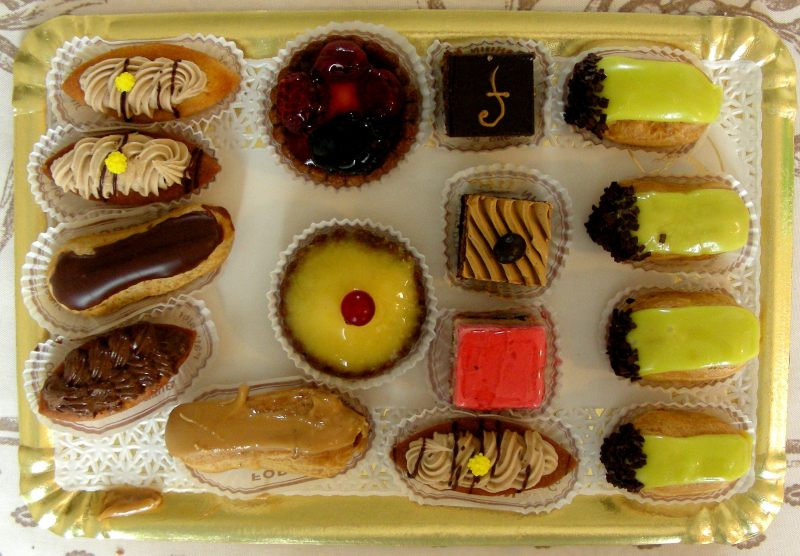
フランス式プチフール詰め合わせ

プチフール（フランス語: petit four、複数形は petits foursで、「小さな窯」という意味に由来する）は、一口サイズのケーキで、一般に色々な種類のものを取り合わせる形で、食後のデザートや、ビュッフェ形式の料理の一部として供される。

## 概要
アメリカ合衆国では一般的にスポンジケーキとバタークリームを何層にも積み重ねた、およそ1インチ四方の大きさで1.5-2インチ程度の高さのケーキの詰め合わせを指す。ケーキはフォンダンを掛け、何色にも彩られたり、バラの模様など様々な形に装飾が施されたりすることが多い。しかし小型の菓子の詰め合わせならばプチフールと呼ぶこともある。特にフランスなどアメリカ式ケーキが一般的でない地域ではこの傾向が大きい。
プチフールには2種類があり、1つは「プチフール・セク」（Petits fours secs、secは"dry"、「乾燥した」の意味）で、特別にあつらえたクッキーや焼いたメレンゲ、マカロン、パフパストリー(en)の詰め合わせを指す。もう1つは「プチフール・グラセ」（Petits fours glacés、glacéは"iced"、「冷やした」の意味）で、小さなケーキやエクレア、タルトレットなどといった、冷たいケーキの詰め合わせを指す。フランスのパティスリーは小さなデザート類の詰め合わせをミニャルディーズ(mignardises)と呼び、固いバター分の多いクッキー類の詰め合わせをプチフールと呼ぶ。
またカクテルパーティやビュッフェの中で供される一口サイズの前菜、プチフール・サレ(petits fours salés)もある。

## 歴史
プチフール（小さな窯）という表現は、ルネサンスの終わりごろ貴族の館などに雇われていたパティシエと、それ以外の料理人がオーブンを共用していた頃の慣例句だった。そのころのオーブンは石造りで温度を調節する手段がなく、最初に高温に上げ落ちていく火力に従って適した料理をした。肉の丸焼き用などの高温な状態を「大きい窯(grand four)」と呼び、菓子を焼くのに適した、とろ火程度の温度まで下がった状態を「小さい窯」と呼んだ。最初からとろ火用に作られた窯も「小さい窯」と呼ばれ、ラ・ヴァルネによって1653年に刊行された「フランスの菓子職人」に出てくる製菓用の窯が文献でのプチフールの初出と言われている。
フランス革命により、貴族やサロンの没落によって失業したパティシエたちによる個人開業のパティシエが急増した。また、同業組合が解散させられ、それまで居酒屋的な存在だったパティシエが製菓専業に変化した。こうした店は製菓専門であることをアピールするために「小さい窯のパティスリー(patisserie de petit four)」と掲げていた。パーティ用の菓子セットの意味としてのプチフールは、フリアンディーズ（小さな菓子類）という言葉に置き換わる形で19世紀半ばになって定着した。
プチフールは伝統的には18世紀に石炭を使って煉瓦オーブンを燃やしていた頃、オーブンを冷ます際の熱を使って作られた。石炭は薪よりも燃焼温度が高く制御が難しく、また無駄になる熱量もずっと多かったからである。